# Марьин, Иван Ильич
Иван Ильич Марьин (1922—1999) — полковник Советской Армии, участник Великой Отечественной войны, Герой Советского Союза (1946).

## Биография
Иван Марьин родился 6 июля 1922 года в селе Мари-Билямор (ныне — Мари-Турекский район Марий Эл). Окончил десять классов школы номер 1 г. Красноуфимска. В августе 1940 года был призван на службу в Рабоче-крестьянскую Красную Армию. В 1941 году он окончил Челябинскую военную авиационную школу стрелков-бомбардиров. С октября того же года — на фронтах Великой Отечественной войны. В боях два раза был ранен.
К концу войны гвардии старший лейтенант Иван Марьин был штурманом звена 24-го гвардейского бомбардировочного авиаполка 213-й ночной бомбардировочной авиадивизии 1-й воздушной армии 3-го Белорусского фронта. За время своего участия в войне он совершил 793 боевых вылета на бомбардировку скоплений боевой техники и живой силы противника, его важных объектов, нанеся ему большие потери, а также на воздушную разведку и доставку грузов партизанам.
Указом Президиума Верховного Совета СССР от 15 мая 1946 года за «мужество и героизм, проявленные при нанесении бомбардировочных ударов по врагу», гвардии старший лейтенант Иван Марьин был удостоен высокого звания Героя Советского Союза с вручением ордена Ленина и медали «Золотая Звезда» за номером 9049.
После окончания войны Марьин продолжил службу в Советской Армии. В 1952 году окончил Военно-воздушную академию. В 1962 году в звании подполковника был уволен в запас, позднее получил звание полковника запаса. Проживал и работал в Москве. Незадолго до смерти был ограблен, все его награды были похищены. Умер 31 января 1999 года, похоронен на Троекуровском кладбище Москвы.
Был также награждён двумя орденами Красного Знамени, двумя орденами Отечественной войны 1-й степени, орденами Отечественной войны 2-й степени, Трудового Красного Знамени, Красной Звезды, рядом медалей.